# Hans-Jürgen Ripp
Hans-Jürgen Ripp (* 24. Juni 1946 in Hamburg; † 4. Juli 2021) war ein deutscher Fußballspieler. In den 1970er-Jahren zählte der Abwehrspieler zur erfolgreichen Mannschaft des Hamburger SV, die sowohl national als auch international Erfolge erzielen konnte. So spielte Ripp, der in jener Saison alle 34 Punktspiele bestritt, Libero beim Europapokalsieg der Hamburger 1977 gegen den RSC Anderlecht.

## Sportliche Laufbahn
Ripp, genannt „Ditschi“, spielte zunächst in der Jugend sowie den Amateuren des Hamburger SV; aufgrund seiner Einberufung zum Wehrdienst erhielt der gelernte technische Zeichner jedoch beim HSV keinen Profivertrag. Daraufhin wechselte er zum SC Vorwärts-Wacker und von dort zum DSC Stern-Pfeil. Anschließend spielte er auf Vermittlung von Erwin Piechowiak ein Jahr als Libero beim SC Sperber in der damals zweitklassigen Regionalliga und kehrte 1970 zum HSV zurück.
Der aus der Regionalliga Nord gekommene Ripp debütierte am sechsten Spieltag der Spielzeit 1970/71 in der Bundesliga, als er bei der 0:2-Auswärtsniederlage beim 1. FC Kaiserslautern in der Startelf stand. Dabei profitierte er einerseits vom von der Vereinsführung initiierten Umbruch angesichts der alternden Mannschaft rund um Uwe Seeler, der auch den 31-jährigen bisherigen Amateurtrainer Klaus-Dieter Ochs auf die Trainerbank gebracht hatte, sowie andererseits als Defensivspieler von den Verletzungen seiner Mannschaftskameraden Willi Schulz, Jürgen Kurbjuhn, Heinz Bonn und Peter Nogly. Wenngleich auch durch diese Umstände die Abwehr wacklig war – der HSV hatte am Saisonende mit 63 Gegentoren die viertschlechteste Abwehr der Meisterschaft zu verzeichnen, nur die drei am Tabellenende platzierten Mannschaften hatten noch mehr Gegentore kassiert –, reichte es für den fünften Tabellenplatz und damit für die Qualifikation zur ersten Ausgabe des neu eingeführten UEFA-Pokals. In den folgenden Jahren rückte Ripp wieder ins zweite Glied, so bestritt er in den Spielzeiten 1972/73 sowie 1973/74 gerade einmal jeweils zehn Ligaspiele, kam aber dennoch in den DFB-Pokal- und Europapokalspielen der Hanseaten regelmäßig zum Einsatz.
Unter Kuno Klötzer zunächst auch nur Ergänzungsspieler, verdrängte Ripp in der Saison 1976/77 Horst Blankenburg von der Libero-Position beim Hamburger SV. Hatte er beim Pokalsieg 1976 nur in den Anfangsrunden mitgespielt, so gehörte er beim Weg ins Endspiel im Europapokal der Pokalsieger 1976/77 zu den Stammkräften. Insbesondere im Halbfinalspiel gegen Atlético Madrid, als nach der 1:3-Hinspielniederlage mit einem 3:0-Heimerfolg durch Treffer von Willi Reimann, Ferdinand Keller und ein Eigentor der Spanier bereits nach weniger als einer halben Stunde der Finaleinzug herausgespielt wurde, gehörte er nach dem Sturmlauf des Gegners gegen Spielende für die norddeutsche Presse neben Manfred Kaltz und Peter Hidien zu den „tragenden Säulen des Hamburger Erfolges“. Vor dem Endspiel kam es zu Überlegungen, Ripp auf die Vorstopperposition zu ziehen, um die für schnelle Konterangriffe um den „taktischen Mittelstürmer“ Arie Haan agierende Offensive des RSC Anderlecht auszubremsen, letztlich blieb Klötzer aber bei der 4-2-4-Formation mit Ripp als Libero. Beim 2:0-Sieg blieb Rudi Kargus am Ende ohne Gegentreffer und der HSV errang seinen ersten Europapokaltitel.
Unter Trainer Rudi Gutendorf, der im Sommer 1977 die Nachfolge von Klötzer angetreten hatte, zählte Ripp weiterhin zu den Stammkräften. Nach dem frühen Ausscheiden im Europapokal der Pokalsieger 1977/78 als Titelverteidiger (ausgerechnet) gegen den Vorjahresfinalgegner RSC Anderlecht und einem mittelmäßigen Start in die Bundesliga-Spielzeit 1977/78 kam es zum Trainerwechsel, aber auch Özcan Arkoç konnte den Klub nicht in ruhige Fahrgewässer steuern und erreichte am Saisonende den zehnten Tabellenplatz. Mit der Verpflichtung von Branko Zebec rückte Ripp ins zweite Glied; Kaltz hatte sich auf der Liberoposition etabliert und Ripp kam nur noch vereinzelt als Vorstopper zum Einsatz. Zudem bremste ihn eine verschleppte Leistenverletzung, nachdem er gegen den Rat der Mediziner am Trainingslager vor Saisonbeginn teilgenommen hatte. Am letzten Spieltag der Saison 1978/79 verhalf ihm Zebec zu einem Abschiedsauftritt: Bei der 1:2-Heimniederlage gegen den FC Bayern München wurde er Mitte der zweiten Halbzeit für Hidien eingewechselt. Damit absolvierte er sein 177. Erstligaspiel für die Hanseaten, die bereits vor dem Spieltag als Meister feststanden.
Ripp absolvierte 177 Bundesligaspiele (kein Tor), 20 DFB-Pokalspiele (1 Tor) und 21 Europapokalspiele (1 Tor) für den HSV. 1979 wechselte Ripp zum Lüneburger SK und beendete seine Profikarriere. Er spielte später gelegentlich in der HSV-Altliga.

## Trainerlaufbahn
Nach seinem  Karriereende übernahm Ripp das Traineramt bei der FSV Harburg, die er 1982 in die viertklassige Verbandsliga Hamburg führte. Im Jahre 1987 wurde er Trainer beim HSV Barmbek-Uhlenhorst (Landesliga). Anfang 1991 übernahm er als Nachfolger von Frank Stolina den Nord-Oberligisten Altona 93. Bereits im Sommer wurde er von Karl-Heinz Noldt beerbt. Von Oktober 1992 bis Ende März 1994 war Ripp Trainer des Landesligisten SC Poppenbüttel.

## Privates
Ripp arbeitete nach seinem Karriereende lange Zeit als Sachbearbeiter bei der Landesversicherungsanstalt.
Ripps Ehefrau, die er mit 18 Jahren geheiratet hatte, starb nach langer Krankheit Mitte der 1970er. Dies versuchte er vor seinen Mitspielern zu verheimlichen, um keine Schwäche zu zeigen. Später ließ er sich mit seiner Lebensgefährtin in Hamburg-Bramfeld nieder.
Im September 2017 verewigte Ripp sich auf dem „Walk of Fame“ des Hamburger SV.
Ripp starb unerwartet am 4. Juli 2021, kurz nach seinem 75. Geburtstag.

## Erfolge
Mit dem HSV errang Ripp folgende Erfolge.
- Europapokalgewinner der Pokalsieger 1977
- Deutscher Meister 1979
  - Deutscher Vizemeister 1976
- Deutscher Pokalsieger 1976